# NGC 4038
NGC 4038 في الفهرس العام الجديد، هي مجرة، تقع في كوكبة الغراب (كوكبة). اكتشفت في 7 فبراير 1785 بواسطة ويليام هيرشل.
توصل العلماء بعد ذلك إلى نتيجة أن إن جي سي 4038 تصتدم بمجرة أخرى تسمى إن جي سي 4039 ؛ تتشكل منهما ما أسموه
مجرتا الهوائيات ، (أنظر مجرتا الهوائيات).

## اقرأ أيضا
- مجرتا الهوائيات
- مجرتي الفئران
- تصادم مجري

## روابط خارجية
- NGC 4038 على موقع ويكي سكاي: DSS2, SDSS, GALEX, IRAS, Hydrogen α, X-Ray, Astrophoto, Sky Map, Articles and images